# أشجع (اسم)
أَشْجَع هو اسم علم مذكر من أصل عربي، وجاء الاسم على صيغة أفعل، ومعناه هو الجريء المقدام الأكثر شجاعة.

## شخصيات تحمل الاسم
أشجع السلمي شاعر من العصر العباسي. 
أشجع بن ريث وينتسب اليه بنو اشجع. 